# Claude du Campe de Rosamel
Claude Charles Marie du Campe de Rosamel est un amiral et homme politique français né au château de Rosamel à Frencq le 24 juin 1774 et mort à Paris le 27 mars 1848.

## Biographie
Le 24 juin 1774, Claude du Campe de Rosamel naît au château de Rosamel, à Frencq, dont ses parents poursuivent la reconstruction.
Il est le fils de Claude Louis Marie du Campe, chevalier, seigneur de Rosamel, Frencq, Courteville, maréchal des camps et armées du Roi, chevalier de Saint Louis, et de sa seconde épouse, Marie Josèphe Le Blond du Plouy .
Claude de Rosamel entre dans la marine à l'âge de 16 ans et débute comme pilotin à bord d'un bâtiment caboteur de la Manche. 
Puis il passe au service de l'État et obtient, au concours de janvier 1792, le grade d'aspirant de marine. Il prend part en cette qualité aux combats soutenus en juin 1794 par l'amiral Villaret de Joyeuse contre la flotte britannique. Enseigne de vaisseau en 1797, il est brièvement détenu en Angleterre durant l'année 1798 et revient ensuite en France. En 1802, il est promu lieutenant de vaisseau, en, 1808, capitaine de frégate et tient fréquemment la mer.
En 1811, La Pomone, qu'il commande, se rendant de Corfou à Trieste, rencontre trois frégates britanniques et, après un combat terrible, est démâtée et forcée d'amener son pavillon. Rosamel, grièvement blessé à la tête, est fait de nouveau prisonnier et reste trois ans en Angleterre. Rentré en France, il est traduit à Toulon devant un conseil de guerre qui examine sa conduite, la juge honorable et le relaxe.
Promu capitaine de vaisseau en juillet 1814, Rosamel est, le mois suivant, fait chevalier de Saint-Louis et de la Légion d'honneur. 
Major de la marine à Cherbourg en 1815, il reprend la mer en 1817 et est fait contre-amiral en octobre 1823 et élevé à la dignité de grand officier de la Légion d'honneur le 28 octobre 1823. 
Il commande la division navale chargée de surveiller les côtes de Catalogne pendant l'opération dirigée par le duc d'Angoulême contre les « constitutionnels » espagnols puis la division navale des Mers du Sud (côtes occidentales de l'Amérique du Sud) et sert en 1828 dans le Levant sous les ordres de l'amiral de Rigny. 
En 1830, il est attaché à l'expédition d'Alger, sous les ordres de l'amiral Duperré. Il obtient alors du dey d'Alger l'abolition de la piraterie et de l'esclavage des chrétiens .
En novembre 1830, il est nommé préfet maritime de Toulon. 
Appelé au conseil d'Amirauté à la fin de 1833, il est promu vice-amiral le 1er mars 1834.
Le 24 juin 1834 , il est élu député dans le 1er collège électoral du Var (Toulon). Il siège au centre et soutient le ministère avec la majorité conservatrice.
Le 6 septembre 1836, il devient ministre de la Marine et des Colonies dans le premier ministère Molé et le reste dans le deuxième ministère Molé jusqu'au 30 mars 1839. 
Ses électeurs lui renouvellent leur confiance les 15 octobre 1836, le 4 novembre 1837 et 2 mars 1839 . Le même jour, il est également élu par le 7e collège du Puy-de-Dôme (Ambert). 
Finalement, il opte pour Toulon, mais ne revient pas siéger au Palais Bourbon car il est élevé à la pairie le 7 mars 1839.
Pendant son passage au gouvernement, il réforme l'organisation des équipages de ligne , crée les matelots canonniers et des écoles d'artillerie navale destinées à leur instruction à Brest et à Toulon. 
Son administration est également signalée par l'expédition de Saint-Jean d'Ulloa et les voyages scientifiques dans les régions australes de L'Astrolabe, de La Vénus et de L'Artémise.
Rosamel  sort du ministère plus pauvre qu'il n'y était entré, y ayant dépensé toutes ses économies. Il meurt en ne laissant à ses enfants qu'un modeste héritage. 

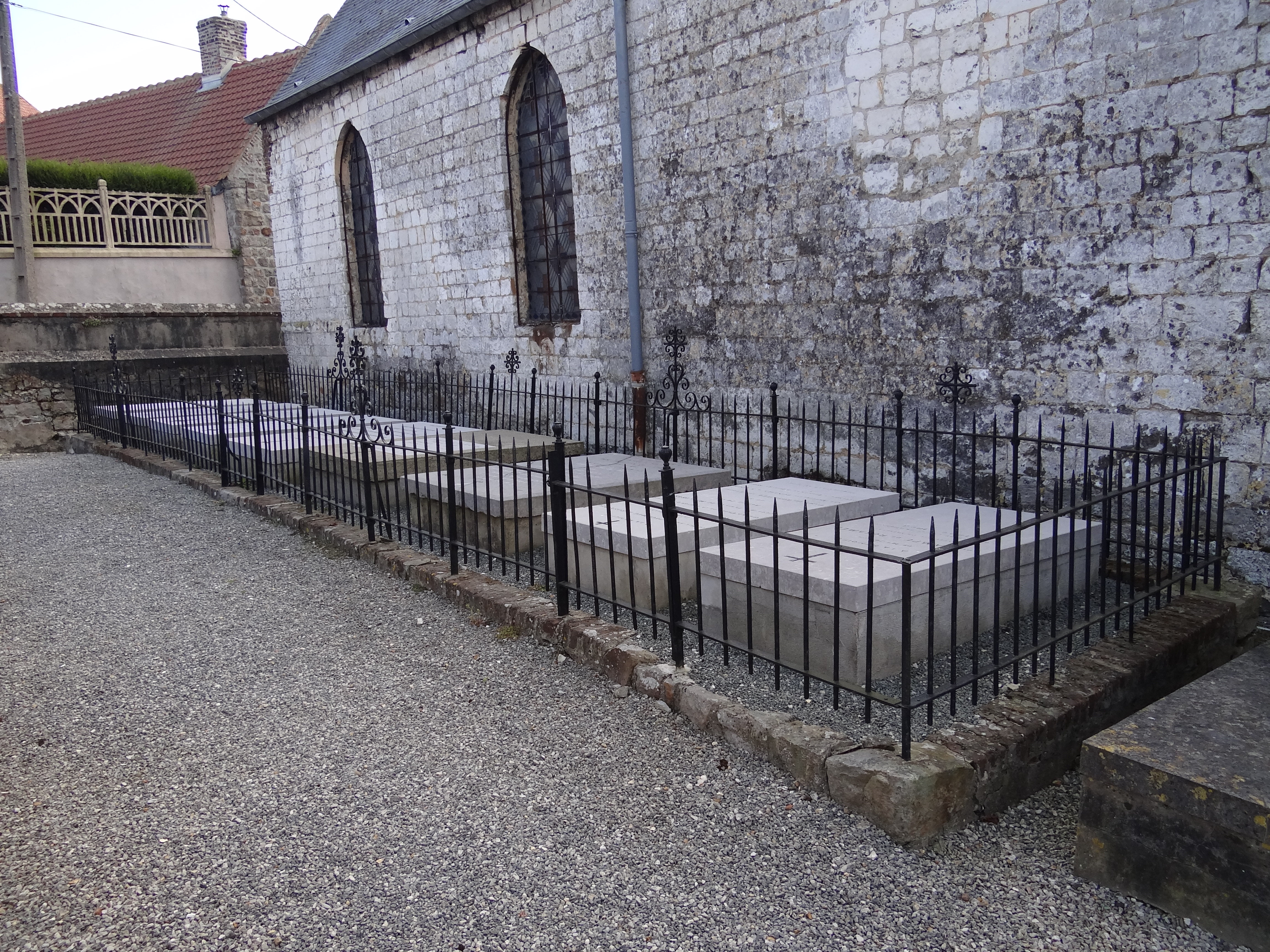
L'enclos funéraire de la famille du Campe de Rosamel au cimetière de Frencq (Pas-de-Calais).

Il est inhumé dans l'enclos familial du cimetière de son village natal de Frencq.

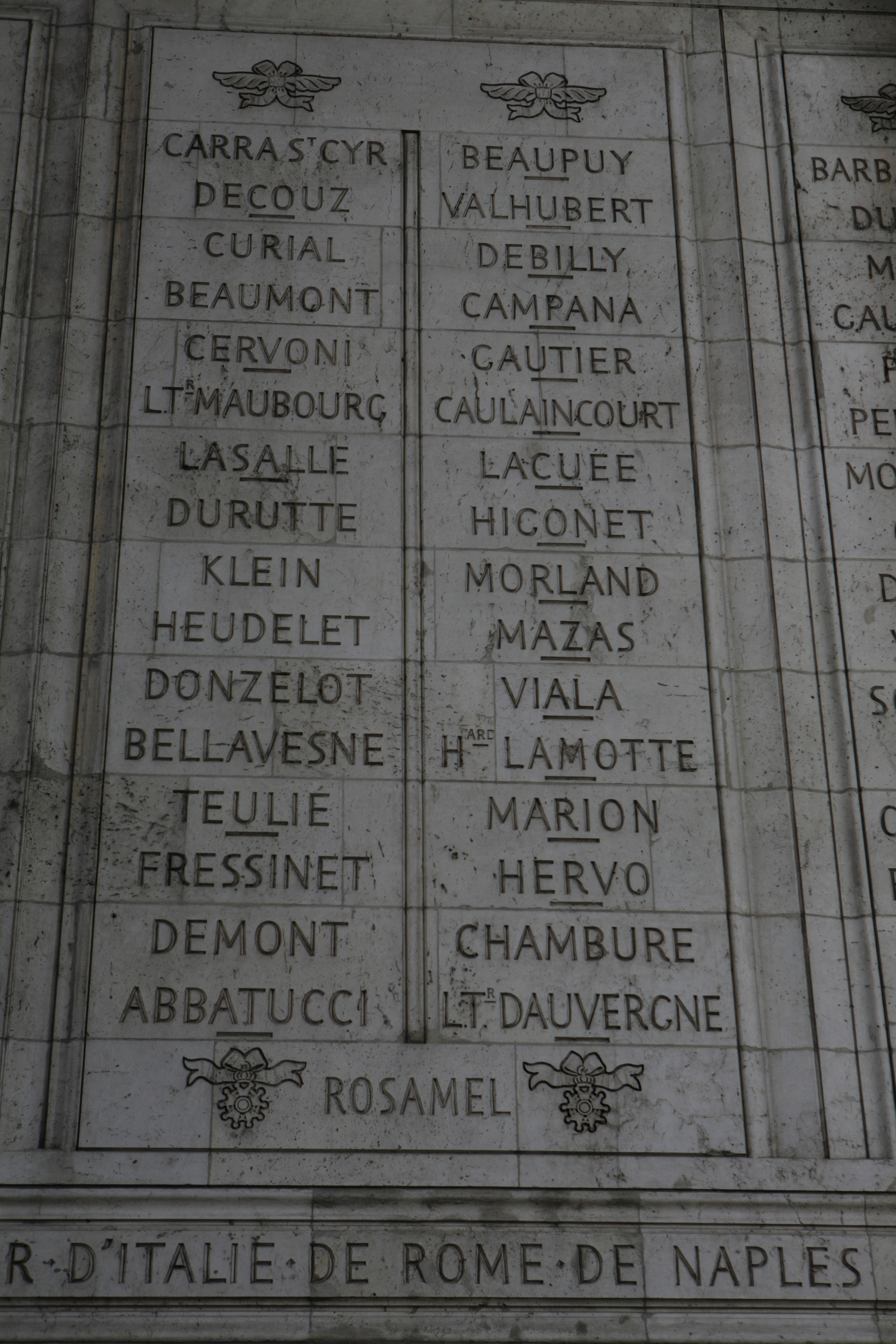
Noms gravés sous l'arc de triomphe de l'Étoile : pilier Est, 17e et.

Son nom est gravé sous l'Arc de Triomphe de l'Etoile. 

## Famille
- Claude Louis Marie du Campe de Rosamel (1727-1808), marié en 1771 avec Marie Josèphe Le Blond du Plouy (†1814),
  - Claude Louis du Campe de Rosamel, seigneur de Rosamel (1772-1851), marié en 1804 avec Catherine de Cacheleu-Truffier (1773-1851),
    - Marie Isabelle Aline du Campe de Rosamel (1809-1883) mariée en 1832 avec André Charles Joseph Jules d'Aumale (1795-1860), maire d'Yvrencheux,
      - André Marie Henri d'Aumale (1833-1906)[4], général de division,
      - Ernest d'Aumale (1835- )

  - Claude Charles Marie du Campe de Rosamel (1774-1848), marié à Antoinette Augustine Bonfils de Saint Loup, fille d'Henri Ignace Bonfils de Saint Loup, capitaine au régiment de Béarn infanterie, et de Marie Thérèse Denise Guérin d'Essonville. Elle meurt à Toulon le 9 juillet 1809. De ce mariage, sont issus :
    - Louis du Campe de Rosamel (1805-1873), contre-amiral, marié en 1832 avec Camille Caroline Joséphine Connelly (1810-1895),
      - Charles du Campe de Rosamel (1833-1897), capitaine de frégate, sénateur du Pas-de-Calais, marié en 1864 avec Cécile Rémy
        - Édouard du Campe de Rosamel (1872-1917), chef d'escadron d'artillerie.

      - Antoinette du Campe de Rosamel
      - Armand du Campe de Rosamel

    - François Joseph Amédée du Campe de Rosamel, capitaine de vaisseau, officier de la Légion d'honneur[5], né à Toulon le 4 août 1807, mort le 23 mai 1853, sans alliance, inhumé à Frencq [6].

## Distinction
- Grand-croix de la Légion d'honneur, le 29 juillet 1845[7].